# Amé de Remiremont
Pour les articles homonymes, voir Saint Amé, Amé, Aimé et Amet.

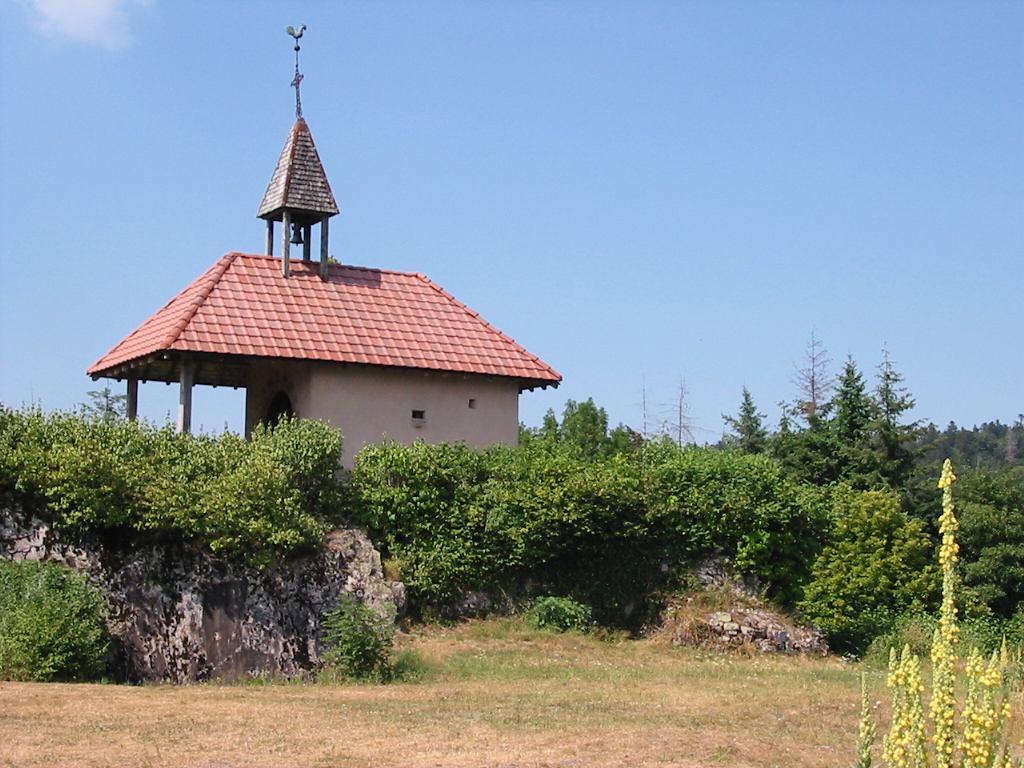
La chapelle du Saint-Mont.

Amé de Remiremont ou saint Amé ou Aimé ou Amat ou Amet (en latin : Amatus), né vers 560 à Grenoble et mort vers 627 à Remiremont, était un moine de l'abbaye d'Agaune en Bourgogne transjuranne, puis fondateur du monastère de Remiremont dans les Vosges.
Il ne faut pas le confondre avec saint Aimé, évêque de Sion, bien que les deux saints aient débuté au monastère d'Agaune et soient fêtés le 13 septembre.

## Biographie
Acteur essentiel dans la fondation du monastère féminin du Mont Habend (actuel Saint Mont sur les communes de Saint-Amé et de Saint-Étienne-lès-Remiremont), archétype de l'époque du chercheur de Dieu, passionné de solitude radicale au cœur de l'élément naturel (forêts, grandes contrées sauvages et retirées), mystique intransigeant, prédicateur itinérant à la parole efficace. Ce personnage fut aussi le premier abbé du monastère fondé par Romaric (dont Amé était le père spirituel), vivant d'une humilité profonde et vraie, reconnaissant ses erreurs et ses égarements jusqu'aux dernières heures de son existence. En dépit des difficultés des récits hagiographiques qui alourdissent le merveilleux et altèrent la réalité historique par des schémas et des standards codés, on peut se laisser séduire par le récit de sa vie.
Né vers 560, dans un des faubourgs de Grenoble, son père, Heliodore, homme pieux d'origine latine, fit vœu de donner son fils à Dieu, 

### Première vie monastique
Il entra en 580 à l'abbaye de Saint-Maurice d'Agaune (aujourd'hui en Suisse), très célèbre dans la région, où il s'initia à la vie religieuse studieuse et s'y fit remarquer par sa vive intelligence. Cependant, après 30 ans de cette vie monastique, il voulut vivre en solitude totale, et affronter la vie d'anachorète pure. On consentit alors à lui bâtir un ermitage à Notre-Dame du Scex, où il vécut ainsi du travail de ses mains pendant trois ans en véritable père du désert, se nourrissant peu, affrontant les démons, vivant dans la plus extrême simplicité,,,.

### Insertion àLuxeuil
En revenant de sa dernière visite à saint Colomban, à Bobbio en Italie, saint Eustaise fit halte à Saint-Maurice d'Agaune et fit connaissance avec l'ermite Amé déjà connu pour sa piété et son amour de la solitude. Il le convainquit de venir au monastère colombaniste de Luxeuil - dont Eustaise était abbé -, succédant à saint Colomban.
Arrivé au monastère il semble qu'Amé ne partagea que quelques années la vie de la communauté de Luxeuil, puisqu'il fut envoyé par Eustaise pour une mission d’évangélisation à la suite d'un appel royal demandant des missionnaires afin de pacifier et contrôler les territoires conquis.
Un historien récent et local, en reprenant la tradition hagiographique, prétend que « au monastère de Luxeuil, Amé se distingua notamment par ses dons d'orateur, sa prudence dans les conseils qu'il dispensait et la fermeté de ses actions, sa grande modestie dans la prospérité et sa grande charité envers son prochain ». Il semble cependant que ce charisme de la prédication édifiante fut altéré par son attirance toujours très forte pour la solitude totale, comme le montre la suite de son histoire...

### Le saint prédicateur convertit Romaric
C'est au cours d'une de ces missions d’évangélisation — datée par certains historiens vers 615 — qu'Amé est introduit à la cour de Metz où se trouve le pieux Romaric, intrigué par sa prédication et sans doute par sa réputation,. Il fut subjugué par l'éloquence du saint homme, qui le convertit en profondeur à la vie religieuse qui l'attirait déjà secrètement, et cette conversion si éclatante a impressionné les biographes qui ont pu en rajouter sur l'événement (la fameuse parabole du plat d'argent, judicieusement prononcée par saint Amé). Les dernières résistances intérieures de Romaric fondirent et saint Amé le marqua au point qu'il décida sur le champ de tout quitter et suivre le Saint Prédicateur au monastère de Luxeuil.
Cet événement décisif est d'une plus haute importance, puisqu'il décida de toute l'aventure des saints fondateurs du monastère du Mont Habend, qui produira ensuite l'abbaye des Chanoinesses, une fois descendue dans la vallée,,,. 
De retour au monastère de Luxeuil avec Romaric, Amé n'y reste qu'un certain temps - quelques années peut être - comme pour faire effectuer à Romaric un temps de formation,  sorte de noviciat à la vie religieuse et l'initier au éléments fondamentaux de la vie monastique. Le temps de Luxeuil fut sûrement très formateur pour celui-ci, et pour Amé ce fut un temps de patience et de préparation intérieure. On ne sait pas grand chose cependant sur cette période d'attente et de maturation.
Ensuite Romaric et Amé quittent Luxeuil pour fonder un nouveau monastère original non loin de Luxeuil sur une propriété de Romaric : un couvent de femmes (Luxeuil étant masculin) avec donc une certaine adaptation de la règle et des us et coutumes colombaniens. C'est le moment venu pour plus de solitude pour Amé, et pour Romaric une expérience unique et nouvelle.

### La fondation d'un nouveau monastère
Amé fut le premier abbé du monastère du Mont d'Habend - devenant par la suite le Saint Mont - directeur spirituel des moniales, maître et guide spirituel, initiant des jeunes femmes issues de milieux aisés et nobles au goût de la louange fréquente, de la prière, de la solitude pour Dieu. Il institua dans ce jeune monastère la tradition de la Laus Perenis, importée de Saint-Maurice d'Agaune, un élément liturgique très important et original pour cette région. Elle consistait à faire chanter l'office sans interruption de jour et de nuit par de petits groupes de religieuses et nécessitait donc une organisation particulière et un grand nombre de moniales. On estime à plus de 84 religieuses vivant en permanence en ce lieu, accompagné de moines en nombre moins importants (ce qui a pu faire dire qu'il s'agissait d'un monastère double),Gaillard 2006, p. 82, 216-217,. ,.

### Amé l'ermite
Désigné comme abbé, Amé continua cependant à vivre en ermite, à l'écart, dès son arrivée dans la montagne – pour certains historiens, il ne reprit son ermitage que progressivement ayant confié la responsabilité du monastère à Romaric - et ainsi il réalise son aspiration la plus profonde, cet appel si absolu vers une solitude totale. Il se retira dans un creux de rocher et vivant dans le dénuement comme les Pères du Désert – à l'instar d'Antoine, le père des ermites, qui au IVe siècle ap. J.-C., vécut dans un grotte, sans cesse attiré vers plus de solitude plus radicale -.
Il restait néanmoins le père spirituel des moniales qu'il rejoignait une fois par semaine le dimanche, pour l'office et la prédication au monastère. C'est surtout cet aspect qu'a retenu l'attention de ses biographes - selon le mot de Monique Goullet, saint Amé était gagné d'une frénésie d'érémitisme faisant de saint Amé l'archétype de l'ermite vosgien... 
Cette symbolique du moine-ascète-solitaire reste une image très forte de la perfection évangélique depuis les pères d'Orient, en passant par saint Martin de Tours, si populaire à l'époque d'Amé,,.

### Agrestius et le péché de saint Amé
Jonas de Bobbio, dans sa vie de saint Eustaise  rapporte un épisode très particulier de la vie du monastère fondé par saint Amé et saint Romaric, dès les premiers temps de leur installation au Mont Habend.
Un certain Agrestius, moine de Luxeuil excommunié par sa communauté du fait de son adhésion à un courant schismatique (les trois chapitres- rejetant la communion au siège de Rome) vint au Mt Habend et par son discours pervertit Amé et Romaric alors à ce moment un peu en froid avec Eustaise (qui leur avait adressé des reproches, peut être sur certains points de leur pratique monastique ?). Amé, supérieur reconnu du monastère, entraina donc la communauté du Mt Habend dans une folle dérive, risquant à son tour de devenir schismatique (et entrer ainsi dans une dissidence face à l'autorité de Clotaire II. Des événements extraordinaires, véritables catastrophes, s'abattirent alors sur la montagne, comme une punition divine épargnant toutefois Amé et Romaric. Ceux-ci demandèrent pardon à Eustaise, après avoir remis de l'ordre dans la communauté. Cette grave erreur pourtant tortura longtemps la conscience de l'ermite Amé... Une variante dans la tradition hagiographique  prétendit que c'est à la suite de ces incidents qu'Amé se retira complètement dans son ermitage tout à l'écart du monastère,,.

### Le dernier acte de foi
Amé rend son âme à Dieu vers 630 - 627 ou 629 selon certains historiens - couché sur un lit de cendres - à l'instar de saint Martin de Tours, le modèle des moines en Gaule. Il demanda à ce moment qu'on lui lise la Lettre du pape Léon le Grand à saint Flavien, acte de foi et d'adhésion à la vraie doctrine catholique sur l'incarnation et la Trinité, afin de démontrer qu'il reniait toute autre pensée considérée comme schismatique et par la même pour se racheter de la faute passée et exprimer de vifs remords,,,.
Son corps fut inhumé  à l'entrée de l'église du monastère en signe de totale humilité, en demandant à ceux qui y entrent de prier pour le repos de son âme. Mais devant l'influence des visiteurs, on dut déplacer sa dépouille mortelle à l'intérieur de l'église.

### Le saint personnage
Dès la fin de sa vie, Amé connut une réputation de sainteté importante. 
On vénéra au sommet de la montagne les ossements des deux fondateurs — car Amé est lié indissociablement à Romaric — pendant près de 200 ans. Lors de la descente dans la vallée vers 870, les religieuses quittèrent la montagne pour fonder un nouveau monastère qui deviendra Remiremont, en emportant avec elles les reliques des corps saints de leurs fondateurs. Après plusieurs péripéties et aventures, celles-ci furent préservées, et demeurent encore de nos jours en châsse dorée, placée dans le grand retable de marbre de l'église abbatiale de Remiremont (à gauche de l'autel, au-dessus de la châsse de sainte Claire).
On conservera sa grotte, sur le flanc de la montagne sacrée, qui devint un haut lieu de pèlerinage et une chapelle y fut édifiée. La paroisse de Saint-Amé, plus tard, fut établie non loin dans la vallée. Son pèlerinage et sa vénération, qui a perduré à travers les siècles, subsiste encore aujourd'hui : une manifestation a lieu le 13 septembre chaque année à la chapelle du vieux Saint-Amé,,.

## Iconographie
Dans sa série consacrée aux saints et aux fêtes mobiles, Jacques Callot a réalisé une gravure avec la mention « S. Amatus Abbas. 13. Sept. » exécutée vers 1630.

## Dans la culture populaire

### Dictons
- A la Saint-Aimé, point de moutons affamés[41].